# Seznam osebnih imen na M
Seznam osebnih imen, ki se pričnejo s črko M.

## Seznam

### Ma
- Maca
- Magda
- Magdalena
- Maj
- Maja
- Majk
- Majda
- Majdica
- Makarij
- Maks
- Maksi
- Maksa
- Maksim
- Maksima
- Maksimilijan
- Maksimilijana
- Maksimiljan
- Maksimiljana
- Malka
- Manca
- Mancika
- Manča
- Manda
- Manica
- Manja
- Manjana
- Manjaša
- Manjula
- Mankica
- Manon
- Manuel
- Manuela
- Marajka
- Mara
- Marcel
- Marcela
- Marco
- Marčela
- Marčelo
- Mare (moško ime)
- Mare (žensko ime)
- Marenka
- Margareta
- Margarita
- Margerita
- Margit
- Margita
- Mari
- Maria
- Mariana
- Marica
- Mariča
- Marička
- Marie
- Mariel
- Mariela
- Mariella
- Marieli
- Marielle
- Mariena
- Marienka
- Marieta
- Marij
- Marija
- Marijan
- Marijana
- Marijanca
- Marijela
- Marijeta
- Mario
- Marion
- Marijo
- Marjo
- Marin
- Marina
- Marinela
- Marinka
- Marinko
- Marino
- Marisa
- Mariša
- Mariška
- Marita
- Mariza
- Marizela
- Marižan
- Marja
- Marjan
- Marjana
- Marjanca
- Marjanka
- Marjeta
- Marjetica
- Marjetka
- Marjo
- Mark
- Marko
- Marlena
- Marlenka
- Marsel
- Marša
- Marta
- Martin
- Martina
- Martinka
- Maruša
- Maruška
- Maša
- Mate
- Matej
- Mateja
- Matejka
- Matevž
- Matic
- Matija
- Matilda
- Matjaž
- Matjažek
- Matko
- Mato
- Mauro
- Mavricij
- Mavricija

### Me
- Medard
- Medarda
- Medeja
- Megi
- Mehmed
- Melani
- Melanie
- Melanija
- Melhior
- Melhijor
- Melisa
- Melhijad
- Meliha
- Melita
- Mercedes
- Meri
- Merica
- Merima
- Meta
- Metka
- Metod
- Metoda

### Mi
- Mia
- Mica
- Michael
- Michel
- Micka
- Miha
- Mihael
- Mihaela
- Mihailo
- Mihajlo
- Mihalj
- Mihec
- Mihela
- Mihelca
- Mija
- Mijo
- Mika
- Miklavž
- Miko
- Mila
- Milada
- Miladin
- Milan
- Milana
- Milanka
- Milanko
- Milena
- Milenca
- Milenka
- Milenko
- Mileva
- Milica
- Miljana
- Milivoj
- Milijana
- Milja
- Miljana
- Milka
- Milko
- Milojka
- Milorad
- Miloslav
- Miloš
- Mimi
- Mimica
- Mimka
- Mimika
- Mina
- Minca
- Mine
- Minka
- Mira
- Miran
- Miranda
- Mirando
- Mirela
- Mirella
- Miriam
- Mirica
- Mirijam
- Mirjan
- Mirjam
- Mirjana
- Mirka
- Mirko
- Mirjam
- Mirna
- Miro
- Miroljub
- Miroslav
- Miroslava
- Mirsad
- Mirsada
- Mirt
- Mirta
- Miša
- Mišela
- Mišo
- Mitja
- Mitjan
- Mihaela

### Ml
- Mladen
- Mladenka

### Mo
- Modest
- Mohor
- Mojca
- Mojmir
- Momir
- Monika
- Monja
- Mona
- Moana

### Mu
- Muhamed
- Muharem
- Muharema

### My
- Myra